# Trinickelbis(orthophosphat)
Trinickelbis(orthophosphat) ist eine anorganische chemische Verbindung des Nickels aus der Gruppe der Phosphate.

## Gewinnung und Darstellung
Trinickelbis(orthophosphat) kann durch Reaktion von Nickel mit einer heißen Phosphorsäurelösing gewonnen werden.
Die Verbindung kann auch durch Reaktion von Nickelsalzen mit Phosphaten gewonnen werden. Zum Beispiel durch Reaktion von Nickel(II)-nitrat mit Ammoniumdihydrogenphosphat oder durch Reaktion von Natriumphosphat mit Nickel(II)-sulfat.
Ebenfalls möglich ist die Synthese durch Reaktion von Nickeldioxid mit Phosphorpentoxid bei über 1350 °C.

## Eigenschaften
Trinickelbis(orthophosphat) ist als Hepta- oder Octahydrat ein hellgrünes Pulver, das praktisch unlöslich in Wasser ist und sich bei Erhitzung zersetzt. Er besitzt eine monokline Kristallstruktur mit der Raumgruppe P21/c (Raumgruppen-Nr. 14). Die Struktur der Verbindung besteht aus hexagonal dicht gepackten Schichten von Sauerstoffatomen entlang (100). Die Kationen befinden sich in zwei Arten von oktaedrisch koordinierten Lagen und das Phosphoratom im tetraedrischen Zwischenraum.

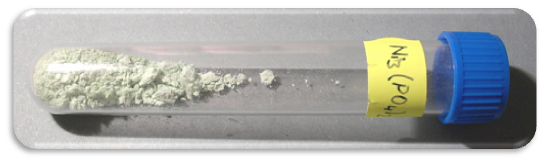
Trinickelbis(orthophosphat)

## Verwendung
Trinickelbis(orthophosphat) wird in der Galvanotechnik verwendet.